# إندون محمود
تون إندون بنت محمود أمباك (24 ديسمبر 1940 - 20 أكتوبر 2005) كانت الزوجة الأولى لرئيس وزراء ماليزيا الخامس تون عبد الله أحمد بدوي. توفيت بسرطان الثدي في 20 أكتوبر 2005.

## حياتها المبكرة
ولدت إندون لداتوك محمود أمباك، رجل ماليزي، وداتين مريم عبد الله، يابانية. كان لإندون عشرة أشقاء آخرين، بما في ذلك أختها التوأم نوريني وكذلك الأخوات الأخريات نوني ورحمة وعيزة. ولدت في كلانج، سيلانجور في 24 ديسمبر 1940.
عمل والد إندون كمساعد تعدين في إدارة المناجم، ثم انتقل بعد ذلك إلى بيراك للمساعدة في الإشراف على حوالي 60 منجمًا في منطقة كامبار. أمضت إندون الكثير من أيام طفولتها في كامبار وتلقت تعليمها المبكر في المدرسة الأنجلو-صينية، التي أصبحت الآن مدرسة الميثوديست الوطنية الابتدائية. ذهبت لاحقًا إلى مدرسة سانت ماري الثانوية في كوالالمبور.

## زواجها
التقت إندون بعبد الله أثناء عملها في مكتب التأسيس الاتحادي (الآن إدارة الخدمة العامة) في الستينيات وتزوجا في عام 1965. تقاعدت إندون لاحقًا من الخدمة المدنية في عام 1976. جنبًا إلى جنب مع عبد الله، رزقت إندون بطفلين: ابنها داتوك كمال الدين عبد الله رجل أعمال (متزوج من أزرين) وابنتها نوري عبد الله (متزوجة من خيري جمال الدين). ولكل من عبد الله وإندون أربعة أحفاد.

## المساهمات الاجتماعية
تشتهر إندون بمساهماتها في فن النسيج التقليدي مثل الباتيك وسونغكيت. على سبيل المثال، أطلقت حملات ومعارض مثل "Batik Extravaganza" الذي أقيم في أوائل ديسمبر 2003 وحركة الباتيك الماليزية، «خلق العالم». كانت أيضًا راعية المسرح.

## المرض والموت
خضعت إندون لعملية استئصال الثدي الجذري في 18 أبريل 2002، تلتها 33 جلسة إشعاع وسلسلة من جلسات العلاج الطبيعي في مركز سانت جون الطبي، لوس أنجلوس، كاليفورنيا. اكتشفت أنها مصابة بسرطان الثدي في عام 2003 بينما توفيت أختها التوأم نورايني التي تم تشخيصها سابقًا بالمرض في يناير 2003. غادرت إلى مركز سانت جون الطبي في لوس أنجلوس، كاليفورنيا لتلقي العلاج، وعادت مرة أخرى في يونيو 2005 لتلقي العلاج الكيميائي. عادت إلى ماليزيا في 2 أكتوبر / تشرين الأول 2005. وأحضرت لاحقًا إلى منزلها في سيري بيردانا لتكون مع أسرتها بعد أن أمضت أسبوعين في مستشفى بوتراجايا. في 20 أكتوبر 2005، توفيت إندون عن عمر يناهز 64 عامًا بعد معركة طويلة مع سرطان الثدي. أقيمت الجنازة في مقر إقامة رئيس الوزراء ومسجد بوترا (حيث تُقام صلاة الجنازة)، وكلاهما في بوتراجايا. دفنت إندون في المقبرة الإسلامية في تامان سلاتان، منطقة 20، بوتراجايا.

## تكريمات
منحت جامعة ماليزيا للتكنولوجيا إندون محمود الدكتوراه الفخرية في العلوم الإنسانية في أغسطس 2004.
مُنحت إندون محمود جائزة تون فاطمة من قبل المجلس الوطني للمنظمات النسائية في 24 أغسطس 2004 لخدمتها للمجتمع. تم منحها بعد وفاتها جائزة سيري في 6 يونيو 2009 

## أماكن سميت باسمها
سميت على اسمها عدة مواضع وأوسمة منها:
كوليج داتين سيري إندون، كلية سكنية في جامعة ماليزيا التكنولوجية، سكوداي، جوهور.
مسابقة بيالا سيري إندون والباتيك كيبايا